# Ian Gray (voetballer)
Ian ("Iggy") Gray (Manly Vale, 22 juli 1963 – 15 februari 2010) was een Australisch voetballer.
De middenvelder begon zijn voetbalcarrière bij de Manly Vale Soccer Club en speelde later bij APIA Leichhardt en Marconi in de Australische National Soccer League. Hij speelde veertien keer voor het Australisch voetbalelftal in de periode 1984-1992.